# Ang.: Lone
Ang.: Lone er en dansk film fra 1970, instrueret af Franz Ernst, der også har skrevet manuskriptet med Charlotte Strandgaard. Den fortæller om en ung pige, der stikker af fra et opdragelseshjem og følger hendes sociale deroute.

## Medvirkende
- Pernille Kløvedal
- Steen Kaalø
- Katrine Jensenius
- Flemming Dyjak
- Kim Larsen
- Lisbet Lundquist
- Gitte Reingaard